# Agndzjadzor
Agndzjadzor (Armeens: Աղնջաձոր; Azerbeidzjaans: Ağkənd) is een plaats in Armenië. Deze plaats ligt in de marzer (provincie) Vajots Dzor. Deze plaats ligt 67 kilometer (hemelsbreed) van de Jerevan (de hoofdstad van Armenië) af. 